# Heerodden
Heerodden (tidligere Kap Heer og Cap Heer) er en odde i Isfjorden, 3.8 km nord for den russiske mineby Barentsburg på Spitsbergen, Svalbard.
Det russiske mineselskab Arktikugol har en helikopterbase på Heerodden, hvor der bliver fragtet personale fra Svalbard Lufthavn, Longyear. Dette er sammen med helikopterbasen på Finneset de eneste privatejede på Svalbard.
30. marts 2008 styrtede en russisk helikopter ned under landing på Heerodden, og 3 personer omkom i ulykken.
Heerodden har fået sit navn efter den schweiziske botaniker Oswald Heer.